# Michelfelden
Michelfelden est un quartier de la ville de Saint-Louis dans le Haut-Rhin, qui existe depuis la fondation de cette dernière en 1684. Il est situé entre le centre-ville et Neuweg.

## Histoire

### Moyen Âge
À l’époque romaine, le site de Michelfelden est occupé par un petit domaine appelé Magnus Campus. Au Moyen Âge, le lieu n’est mentionné pour la première fois qu’en 1252, sous le nom de Mickelfelden, traduction du nom latin. L’endroit, qui est isolé dans la forêt de la Hardt et entouré de marécages, a alors la réputation d’abriter des brigands et des bêtes sauvages. En 1253, Berthold de Ferrette, évêque de Bâle, décide de fonder un couvent au Mickelfeld. Il acquiert les terres aux Münch en échange de parcelles situées à Hésingue et en fait don à l’abbaye de Tänikon pour qu’elle y installe une quinzaine de cisterciennes. En 1256, une chapelle et une maison sont déjà construites sur le site. Le couvent est toutefois rapidement en difficulté : dès 1257 les bâtiments sont insalubres en raison de l’humidité et plusieurs religieuses ont succombé à des fièvres des marais. La même année, une importante inondation du Rhin les oblige à quitter les lieux ; après leur retour elles ne restent encore que quelques années avant d’abandonner définitivement le couvent vers 1267.
Les religieuses, désormais établis à Blotzheim, louent les bâtiments et les terres à un bourgeois de Bâle à partir de 1292. Les bâtiments sont plus tard en partie détruits lors du tremblement de terre de Bâle et, les religieuses n’ayant pas les moyens de financer les travaux, ils sont vendus en 1378 aux béguines de Saint-Jean de Bâle, qui les réaménagent en couvent. Le climat local a toutefois également raison des béguines, qui quittent les lieux et revendent le couvent en 1402. Il change de mains à plusieurs reprises au cours du XVe siècle avant d’être acquis par les religieuses de Sankt-Klara de Bâle, qui tentent d’en faire à nouveau un couvent, mais abandonnent à leur tour et le revendent en 1512.

### Époque moderne
La propriété est acquise par Hans Sprenger, qui en fait une exploitation agricole et une auberge. À sa mort en 1516, elle est racheté par la ville de Bâle. Le but de celle-ci est s’alimenter de manière plus sûre en produits agricoles, ce qui l’amène à interdire en 1528 à l’exploitation de vendre ses produits ailleurs que sur les marchés bâlois. Dans les décennies suivantes, Michelfelden devient notamment connu pour ses vignes.
Dans le contexte de la guerre de Trente Ans, le hameau sert en 1621 de base à une bande de pillards suédois, qui l’incendient en partie le 28 janvier 1622. Il subit également les représailles des Autrichiens, qui soupçonnent les habitants d’aider les Suédois. Après le traité de Westphalie en 1648, le royaume de France considère pendant un temps la région comme son territoire et interdit l’export des produits vers Bâle, avant qu’un accord avec la Suisse régularise la situation.
En 1754, le conseil de Bâle décide de mettre fin à la location de la propriété en raison du manque d’attention des locataires successifs. La propriété est alors en mauvais état et les terres mal exploitées. le domaine est alors géré en régie propre et administré par un conseil de huit membres. La propriété est entièrement restaurée dans les décennies suivantes, mais reste peu rentable, de sorte que la ville de Bâle cherche à s’en séparer à la fin des années 1780. Elle ne trouve toutefois pas d’acquéreur avant la Révolution et préfère finalement le vendre à Georges Joseph Dufour pour moins de la moitié de son prix le 12 mars 1798 plutôt que de prendre le risque qu’il soit simplement confisqué. Celui-ci le subdivise en lots qu’il revend en 1802 à des bourgeois de la région.

### Époque contemporaine
Par la suite, les propriétés continuent de se fragmenter. Les vignes sont arrachées en 1815 et la part d’agriculture diminue peu à peu, les exploitations restantes au XXe siècle étant principalement le fait de mennonites. Dans la deuxième moitié du XXe siècle, Michelfelden est progressivement incorporé à Saint-Louis, dont il devient un quartier en 1966, et urbanisé : la grande ferme est démolie en 1951 pour construire des aménagements routiers et des lotissements.